# Cauloxenus stygius
Cauloxenus stygius är en kräftdjursart som beskrevs av Cope 1872. Cauloxenus stygius ingår i släktet Cauloxenus och familjen Lernaeopodidae. Inga underarter finns listade i Catalogue of Life.